# Мохтат, Абдул Хамид
Абдул Хамид Мохтат (род. 12 октября 1944 в деревне Рахманхейль Базарак, провинция Парван, Королевство Афганистан) — государственный и военный деятель Афганистана.

## Семья, образование, военная служба
Родился в семье учителя Мохаммада Акрама. Этнический таджик. Окончил Кабульский военный лицей (1962) и факультет связи Киевского высшего военно-инженерного училища (1969), инженер по радиосвязи. Служил на различных офицерских должностях в частях ВВС и ПВО. В 1964 вступил в нелегальную антимонархическую «группу Максуди», состоявшую из офицеров афганских ВВС.

## Деятельность при режиме Мохаммада Дауда
17 июля 1973 был активным участником военного переворота, приведшего к власти генерала Мохаммада Дауда. С 17 июля 1973 — член высшего органа власти страны — Центрального комитета Республики Афганистан, возглавлявшегося Даудом. Одновременно (с 1 августа) занимал пост министра связи. 22 апреля 1974 был выведен из ЦК и снят с поста министра из-за конфликта с Даудом и его сторонниками. Был заподозрен в попытке организации заговора против режима, некоторое время находился под домашним арестом.
С 1974 был одним из руководителей тайной военной организации «Объединённый фронт коммунистов Афганистана», лидером которой был Абдул Кадыр. С 1977 вошёл руководство ещё одной левой организации — «Группы труда».

## Функционер режима НДПА
Поддержал приход к власти Народно-демократической партии Афганистана (НДПА) после военного переворота (так называемой Саурской — Апрельской — революции) 1978. В июне 1978 был назначен послом Афганистана в Японии, находился на этом посту до 1987. В 1979 произведён в подполковники. В 1980, вместе с другими членами «Группы труда», вступил в НДПА.
После прихода к власти Наджибуллы карьера Мохтата стала быстро развиваться. В 1987—1988 он занимал пост заместителя председателя совета министров Афганистана. В 1987 был включён в состав ЦК НДПА. В 1988—1992 — вице-президент страны.
После смещения Наджибуллы с поста президента в апреле 1992 входил вместе с тремя другими вице-президентами (Абдул Рахимом Хатефом, Мохаммедом Рафи и Абдул Вахедом Сораби) и министром иностранных дел Абдул Вакилем в состав совета, временно исполнявшего функции главы государства. После перехода власти к моджахедам эмигрировал из страны, некоторое время жил в Австралии.